# Villino Puccioni
Il villino Puccioni è un edificio di Firenze, situato in piazza d'Azeglio 35.

## Storia e descrizione
La palazzina risulta edificata tra il 1869 e il 1870 dall'impresa Fratelli Martelli su progetto dell'ingegner Nemes Martelli, congiunto dei due impresari, in modo da essere immessa sul mercato edilizio di Firenze Capitale (1865-1871). Nonostante la dimensione modesta del fronte l'edificio ripropone senza varianti significative la tipologia propria dei villini del tempo: sviluppato per tre piani organizzati su tre assi, con un balcone a segnare il primo piano in corrispondenza del portone centrale, presenta i consueti elementi propri dello stile poggiano (timpani a cornici triangolari, mensole con terminali a goccia, protomi leonine, e via dicendo). Non a caso la struttura si ripete pressoché identica nella palazzina che la precede, al n. 34.
Nel palazzo abitò il senatore Piero Puccioni, noto patriota ed esponente di spicco della politica postunitaria, che qui morì nel 1898, come annota una memoria posta dal Comune nel 1924 sulla sinistra del portone. 
| PIERO PVCCIONI NON ASPETTÒ PRVDENTE MA AFFRETTÒ ANIMOSO CON L'OPERA E L'ELOQVENTE PAROLA LA LIBERAZIONE DELLA TOSCANA GIVRECONSVLTO DI PROFONDA DOTTRINA SERVÌ CON AVSTERA DEVOZIONE LA GIVSTIZIA DEPVTATO E SENATORE CON DISINTERESSATO AMORE L'ITALIA QVI DOVE IN ETÀ D'ANNI LXIV MORÌ IL V APRILE MDCCCXCVIII POSE IN MEMORIA IL COMVNE DI FIRENZE IL XXVII APRILE MCDXXIV |

Al figlio di questi, Nello, antropologo, etnografo e paletnologo, si deve la commissione attorno al 1913 di un grande fregio per le pareti del salotto principale, realizzato da Adolfo De Carolis e ispirato alle più note opere teatrali di Gabriele D'Annunzio scritte nei primi decenni del Novecento: Francesca da Rimini, La figlia di Iorio, La Nave e Leda senza il cigno. 
Sulla destra della facciata, posta più recentemente (1994) è un'altra targa che serba memoria di come nel palazzo abbia a lungo vissuto, morendovi il 30 marzo 1911, il "letterato, gastronomo, benefattore" Pellegrino Artusi.
| I CITTADINI DI FIRENZE E DELLA NATIVA FORLIMPOPOLI SI UNISCONO NEL RICORDARE PELLEGRINO ARTUSI CHE QUI LUNGAMENTE OPERÒ E MORI' IL 30 MARZO 1911 LETTERATO GASTRONOMO BENEFATTORE IN QUESTA SUA CITTÀ DI ADOZIONE DETTE UNITÀ ITALIANA ALLA VARIETÀ LINGUISTICA REGIONALE NEL SUO CELEBRE LIBRO "LA SCIENZA IN CUCINA E L'ARTE DI MANGIAR BENE" FIRENZE, 29 MAGGIO 1994 IL COMUNE DI FIRENZE IL COMUNE DI FORLIMPOPOLI L'ACCADEMIA ARTUSIANA IN FORLIMPOPOLI |

Cesare Puccioni, ex presidente di Federchimica, ne è il proletario attuale.